# 政治协商会议宪法草案
政協憲草，全名「政治協商會議對五五憲草修正案草案」，1946年（民國35年）中國國民黨、中国共产党、中国民主同盟、中國青年黨和无党派社会贤达人士为中国和平建国大业，而在政協會議和随后成立的宪法草案审议委员会上，所制定之宪法草案。该草案最早在1946年1月底形成决议案，4月初步成形，并在1946年11月22日由國民政府立法院通过，经國民政府主席蔣中正提交制憲國民大會审议。这部草案是中華民國大陸時期最后一个正式憲法草案，成为《中華民國憲法》的蓝本。

## 背景

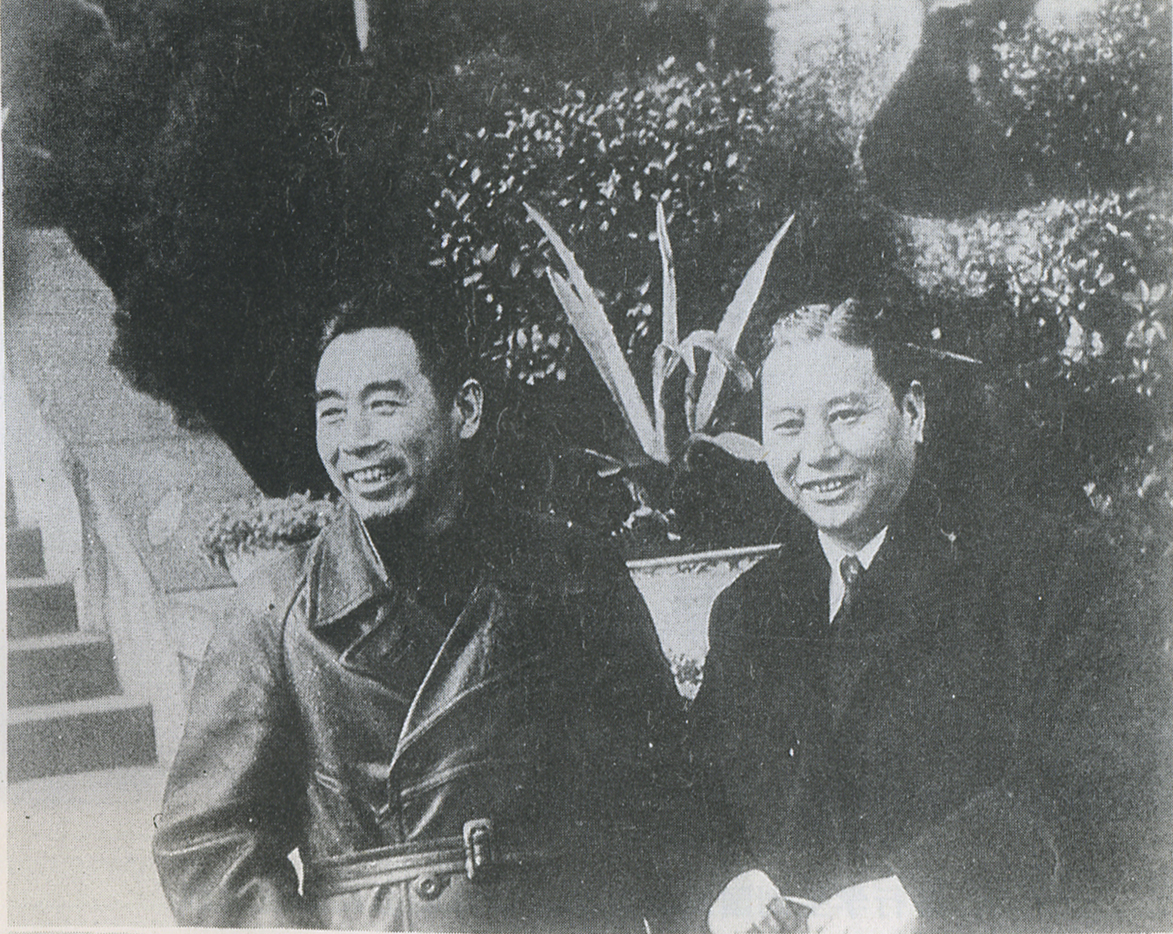
中国共产党代表周恩来与國民政府代表张群在重慶合影

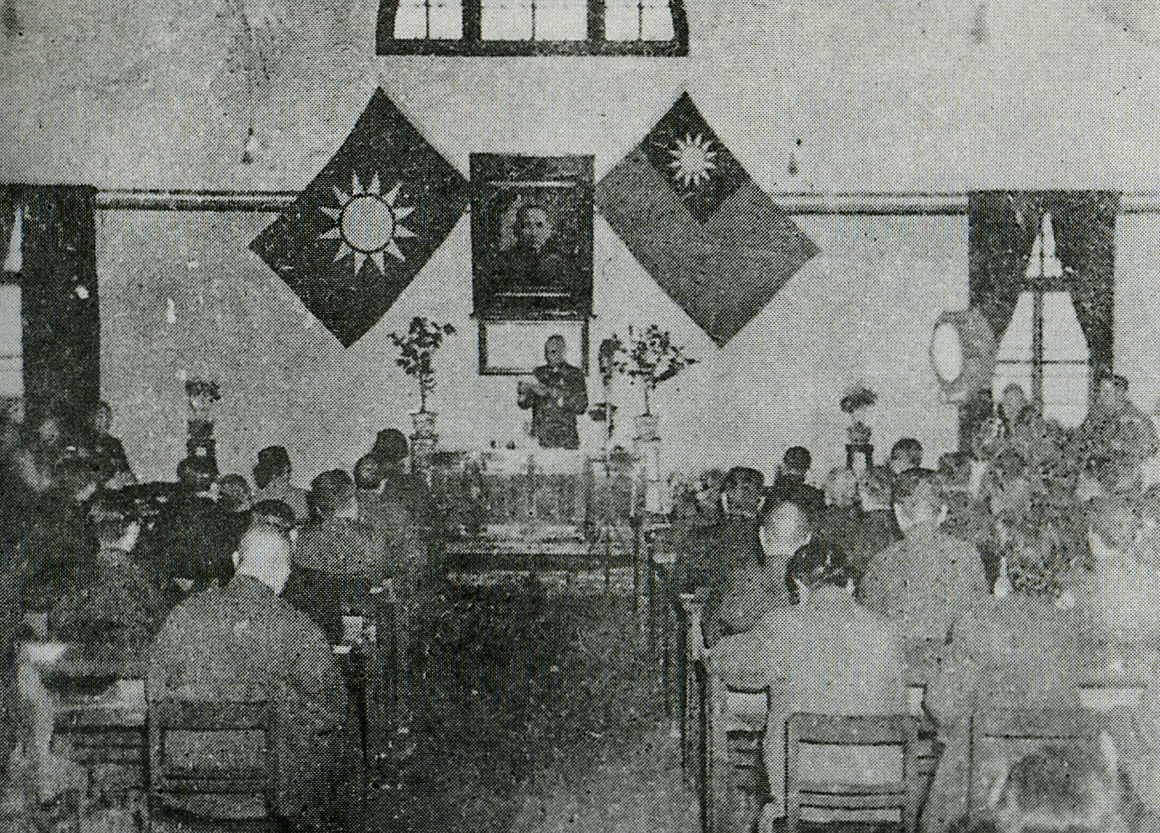
国共两党在1946年1月政治协商会议上达成政协宪草决议案

### 五五憲草
中華民國以主權在民为立国精神，制定一部主权在民的宪法，始终是行宪前历届政府主要目标之一。1936年，國民政府立法院组织宪草起草委员会，起草了训政时期的第一部宪草，即五五憲草。宪草采用孫文之五權憲法架构，为五权宪法之体现。五五宪草之体例成为此后诸部宪草及最终宪法之原型，但其具体之结构形式并未在随后的宪草修改中得以保持。

### 期成宪草
1938年秋，抗战期间国民政府为集思广益，团结力量，在武汉成立政治协商机关国民参政会，参政会依照左舜生，张君劢等人意见，成立包括中國國民黨、中国共产党、民主党派人士在内的宪政期成会以修改五五宪草。其修正后宪草名为期成宪草。期成宪草的主要变动是增加国民大会议政会，作为国民大会闭会期间的政权机关，宪草逐渐偏向三权分立模式。

### 宪政协进会修草
1943年，因国民党五届十一中全会决定，战争胜利后將立即召开制憲國民大會，故国防最高委员会决定成立容纳国共两党和民主党派的宪政实施协进会再度修改五五宪草。因参加者多为国民党中央委员及国民党籍参政员等，故对五五宪草修改较小。
有观点认为，1943年修草的结果跟1940年的期成宪草互相冲突的，1943年修草基本肯定了五五宪草之结构，等于否定了期成宪草之设置国民大会议政会之建议。

### 國共重慶談判
1943年之前，中国共产党的态度一贯是要求中國國民黨領導的國民政府結束訓政，實施憲政。但1943年中国国民党五届十一中全会提出抗战胜利即制宪后，中共又表示反对，并要求制宪之前首先要组织联合政府。对于此事国民党作出让步，同意就该联合政府问题展开党派会议再行商谈。此时中共又提出国民政府承认中共解放区是双方组建联合政府的前提。因中共立場不断变化，使得抗战期间之国共谈判陷入停顿。
抗战之后，国共两党领袖召开重慶談判，双方除一致同意政治民主化，军队国家化之外，还同意召开政治协商会议，一揽子解决宪法草案、国大代表、军队整编及解放区合法等问题。

## 經過

### 政治協商會議
1946年（民國35年）1月，「政治協商會議」在重慶召開。政治協商會議由中國國民黨代表8人、中国共产党代表7人、中国民主同盟代表9人、中國青年黨代表5人及無黨派社會賢達9人共38人組成。会议除了商议军队整编，国大代表，改组政府，施政纲领等问题外，集中探讨了五五宪草的诸多问题。各黨派对五五宪草提出了诸多修改意见，大部分修改意见经由会议商议后通过。1946年1月31日，會議通過了憲法草案決議案，做為正式憲法起草的原則。決議案中包含成立「憲草審議委員會」負責正式憲法起草，委員會成員由政治協商會議五方面每方推5人並公推會外專家10人共35人組成。
注意，政治協商會議通過之憲草決議并非正式宪草，而是宪草的基本原则。随后的政协宪草主要是根据中共力主通过的这些原则修改的，通常称前者为政协宪草决议案或政协宪草十二条，称后者为政协宪草。

### 憲草審議委員會
1946年（民國35年）2月，國民政府依據政治协商会议决议正式任命憲草審議委員會成員共35人。憲草審議委員會由中國國民黨的孫科擔任召集人，中国共产党方面則由周恩来主持。會中依據兩黨共識，由中國民主社會黨的張君勱負責執筆起草新憲草。
| 中國國民黨                                 | 中国共产党                         | 中國青年黨                       | 中国民主同盟                       | 無黨派社會賢達                   | 會外專家                         | 會外專家                         |
| ------------------------------------------ | ---------------------------------- | -------------------------------- | ---------------------------------- | -------------------------------- | -------------------------------- | -------------------------------- |
| 孫科（召集人） 王寵惠 王世杰 邵力子 陳布雷 | 周恩来 董必武 吴玉章 秦邦宪 何思敬 | 曾琦 陳啓天 余家菊 楊永浚 常乃德 | 张君劢 黄炎培 沈钧儒 章伯钧 罗隆基 | 傅斯年 王雲五 胡霖 莫德惠 缪嘉铭 | 吳尚鷹 林彬 戴修駿 史尚寬 樓桐孫 | 吴经熊 周览 李中襄 钱端升 周炳琳 |

据张君劢的助手蒋匀田回忆，张君劢在起草宪草时，多次私下与中共单独接触，听取中共意见，达成一致后再提交审议会。梁漱溟回忆说：“张君劢这种设计，在野各方面莫不欣然色喜，一致赞成；尤其是周恩来简直是佩服之至，如获至宝”。
因期间国民党六届二中全会上，有诸多国民党中委对政协宪草不满，提议修改宪草，并将其写入中央全会决议。此事引起了中共的强烈反应，并引发国共关系的严重恶化，成为导致国共关系破裂的重大事件。
3月15日，周恩来对国民党提出的几点建议作出让步，同意国民党提出的有形国大，省自治等要求。而國民黨方面於3月16日決議通過對於「政治協商會議報告之决議」，對於政協草案提出異議。
中國國民黨六屆二中全會於本年三月十六日上午十八次大會中，修正通過對政治協商會議報告之决議，其原文如左：
(甲)抗戰勝利後，和平建國，爲舉國一致之蕲求，尤爲本黨繼承總理遺志實現三民主義應完成之歷史使命，爰由國府召集政治協商會議，冀以政治方式消除一切糾紛，保障和平統一，完成建國大業，故在協商進程中，凡屬國家民族利益所在，本黨均不惜以最大之容忍，為多方之退讓，委曲求全，俾底於成，其所協議諸端，本黨秉爲國爲民之夙願，自當竭誠信守，努力實踐，惟是體察當前之情勢，與立國永久之大計，閱於左列各點特致殷切懇摯 之願望。
1. 國府旣須改組，容納各黨派份子參加，各黨派均應一本忠誠爲國家之和平統一，民主建設而共同努力，尤其屬望中國共產黨，切實依照協議，在其所佔區域內，首須停止一切暴行，實行民主，容許人民有身體，思想，宗教，信仰，言論，出版，集會，結社，居住，遷徙，通訊之自由，及各黨派公開活動，使政治民主化之原則不致因任何障礙而不能普遍實現。
2. 軍隊國家化，乃和平建國之先决條件，此次軍事小組所訂之「軍隊整編及統編中共部隊爲國軍之基本方案」，中國共產黨務須切實屢行，尤其目前一切停止銜突，恢復交通之成議，必須迅確實現，封銷圍城，征兵擴軍及軍隊之調動，必須卽刻停止，俾全國秩序得以恢復，人民痛苦，得以蘇解，軍隊國家化之障礙，得以首先掃除。
3. 三民主義爲建國最高原則，早爲全國所遵奉，已爲此次政協會議所共認，而五權憲法乃三民主義之具體實行方法，實有不可分離之關係，權能分職，五權憲法之基本原則，本黨五十年來領導革命，悉爲實現此最進步之政治制度，並建立國家而奮鬥，决不容有所違背，所有對於五五憲草之任何修正意見，皆應依照建國大綱與五權憲法之基本原則而擬定，提由國民大會討論决定，庶憲政之良規，得以永久奠定，總之，此次政協會議，以和平建國爲目的，則於各項協議之實施進程中，凡有為和平建國之障礙者，胥必力爲排除，乃能措國家於磐石之安，而躋人民於康樂之境，本黨矢以良恆，勉盡職責，幷願各黨各派，共體時艱，相與開誠協力以赴之。

(乙)對於此次國民大會制定之言論，主張所應根據之原則，以期齊一意志，增強力量案，經通過由全會授權中央常會，負責處理，原文如下：本案應請大會爲左列各項之决議，交中央常會通令全黨同志遵照：
1. 制定憲法，應以建國大綱為最基本之依據。
2. 國民大會應爲有形之組織，用集中開會之方式，行使建國大綱所規定之職權，其召集之次數，應酌予增加。
3. 立法院對行政院，不應有同意權及不信任權，行政院亦不應有提請解散立法院之權。
4. 監察院不應有同意權。
5. 省無須制定省憲。

但毛泽东在3月18日電令周恩来撤销让步，重新坚持原政协决议。因国共两党之间无法达成妥协，宪草审议也纠缠不休。四月期间，国共两党的主要争议主要在于两点：
一、行政院：国民党坚持宪草中规定行政院长在征求立法院复议前须征求总统核可，中共则认为此规定与责任内阁制精神不符持保留意见，但并未坚持反对。

二、中央与地方关系：国民党坚持地方自治但地方不得制订省宪，且中央须规定地方制订自治法的基本原则，以避免各自为政。中共为其解放区独立起见，坚持要求地方制订法规不需要中央事先设置原则。另外，中共坚持地方法官民选。
这两个问题消耗时间长，争议大，使得宪草审议久拖不决。期间，中共代表秦邦宪於地方制度議題与青年党陈启天发生口角，秦邦宪脏话伤人，陈启天率领青年党退席抗议，并坚持要求秦邦宪道歉，致使宪草审议休会一週。后董必武代秦道歉，但青年党不接受，只得由毛泽东将秦邦宪调回延安，另换李维汉取代。秦邦宪在回延途中飞机撞山，与叶挺等人同机遇难。
随后，审议委员会经过多次会议，最终在4月下旬完成初稿。此时因中共代表坚持保留意见，故宪草审议陷入停顿。自此，直到11月制憲國民大會开会，并未再有新的审议。
11月28日，立法院将4月底的初稿提交制憲國民大會，作为制宪蓝本。政协宪草是张君劢依据政协决议案起草而成，它在中央政制的设计上匠心独具，「以五权之名，行三权之实」，打破了《五五憲草》的制度架构，经过修改后，成为《中華民國憲法》的底本。

## 内容

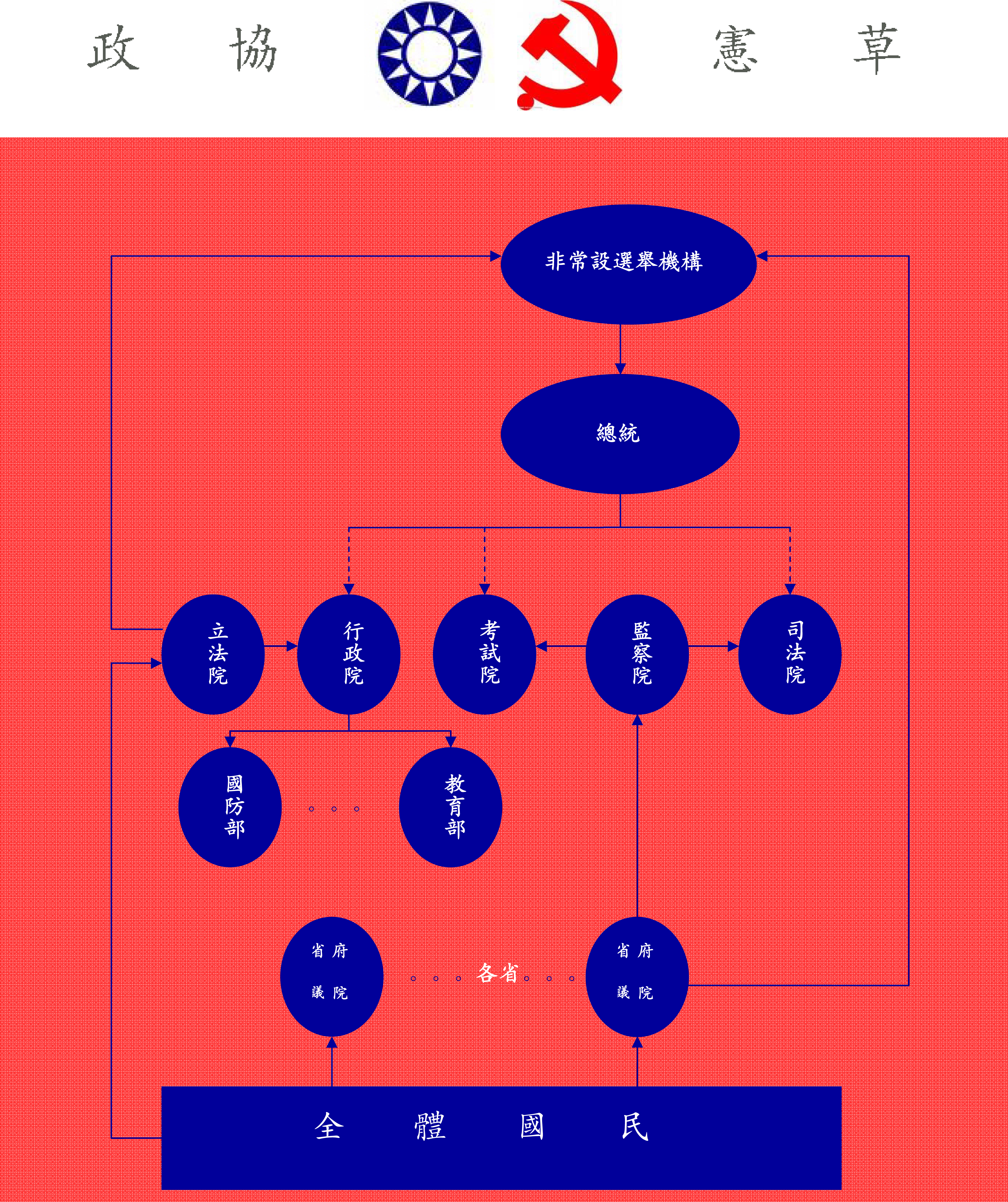
政协宪草示意图，政协宪草决议较大幅度更改了五五憲草，远离了孫中山五權憲法理论，因而触犯了中國國民黨党章，后来遭到一些国民党中委反对，成为政治协商会议之后国共关系全面恶化的开始。

有观点认为，政协宪草的基本思想，是将立法院和監察院变成类似美国眾議院与參議院的两院形式；将國民大會变成类似美国選舉人團的总统选举机构，并担负宪法会议职能；将省縣自治变为类似美国联邦制。因此，政协宪草对五五宪草作出重大修改，修改主要事项列举如下：
1. 将五五宪草中人民自由权利“非依法律不得限制”更改为“如用法律，须出于保障自由之精神，不得以限制为目的”。即人权的积极保护主义。
2. 将五五宪草的有形國民大會更改为无形国民大会，即由地方各省议会和中央议会合组成选举机关行使选举罢免权。
3. 将无形國民大會选举权局限于选举總統。
4. 将无形國民大會的創制複決权另以法律定之。
5. 将總統权力大幅压缩。行政院不必对总统负责而直接对立法院负责。
6. 将总统制改为內閣制。
7. 将立法委員由國民大會选举改为人民直选。
8. 将司法院的司法行政权剥夺。
9. 監察院增加同意权。
10. 将監察委員由國民大會选举改为由省议会选举。
11. 将省縣自治改为联邦体制，省得制定省宪。
12. 将基本国策部分增加国防外交国策。
13. 将宪法修改权改为立法院监察院联席会议修改，而总统选举机关复决。

这些修改多有悖離孙文五权宪法的架构，成为国共诸多摩擦的成因之一。尤其是3月初国民党六届二中全会对该政协决议的不满和修改建议成为国共关系恶化的开始。
| 議題     | 孫中山五權憲法學說           | 政協憲草                                                           |
| -------- | ---------------------------- | ------------------------------------------------------------------ |
| 政府体制 | 总统制                       | 內閣制                                                             |
| 國民大會 | 政權機關，每縣选举代表一人   | 總統選舉人團，由國會（立法院、監察院）和各地方议会集会稱為國民大會 |
| 立法院   | 政府立法机关                 | 議會，立法机关兼行使審計權                                         |
| 監察院   | 政府监察机关（含審計權）     | 議會，监察机关兼行使人事同意權                                     |
| 權力分立 | 五權分工合作，受國民大會監督 | 各權相互監督與制衡                                                 |
| 地方制度 | 单一制（有限地方自治）       | 准联邦制（明定省專有之自治權限，授權制定省自治法）                 |

| 機關     | 政協憲草                                                            | 五五憲草                                                                    |
| -------- | ------------------------------------------------------------------- | --------------------------------------------------------------------------- |
| 國民大會 | 由立法委員、監察委員、各縣及其同等區域選出之代表組成                | 國民代表由各縣、市及其同等區域之人民直選                                    |
| 總統     | 由國民大會選舉，任期六年，得連任一次                                | 由國民大會選舉，任期六年，得連任一次                                        |
| 行政院   | 院長由總統提名，經立法院同意後任命                                  | 院長、副院長與政務委員由總統任命 院內各部、委員會首長由總統於政務委員中任命 |
| 立法院   | 立法委員由各省人民直接選舉，任期三年 院長、副院長由立法委員互選     | 院長、副院長與立法委員由國民大會選舉，任期三年                              |
| 司法院   | 院長與大法官由總統提名，經監察院同意後任命                          | 院長、副院長由總統任命，任期三年                                            |
| 考試院   | 考試委員由總統提名，經監察院同意後任命，任期六年 院長由考試委員互選 | 院長、副院長由總統任命，任期三年                                            |
| 監察院   | 監察委員由省級議會間接選舉，任期六年 院長、副院長由監察委員互選     | 院長、副院長與監察委員由國民大會選舉，任期三年                              |
| 省制     | 得制定省自治法，但不得與國憲牴觸 省長由人民選舉                     | 省政府執行中央法令，及監督地方自治 省長由中央政府任命，任期三年             |

## 结果

### 制憲國民大會

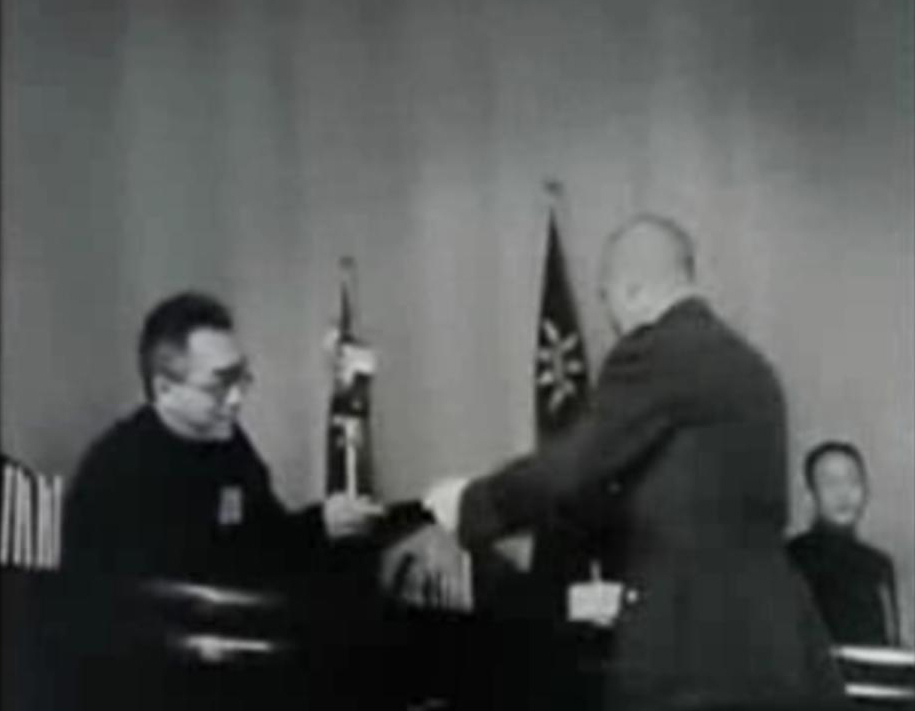
1946年11月28日上午,蒋中正将政协宪草提交制宪国民大会轮值主席胡适

1946年4月，因长春接收问题国共发生军事冲突，随后双方冲突愈演愈烈，从关外蔓延到关内，直到10月内战接近全面爆发。此时国共组建联合政府的谈判也因國民政府委員會名额问题陷入僵局。中共为行使否决权，坚持要求在国民政府改组后占据三分之一，即14/40名额，但国民党只同意给中共13个名额。在国共问题迟未解决的情况下，国民政府为履行1946年元旦时作出的本年内制宪的承诺，决定在11月12日孙中山诞辰纪念日举行制宪国民大会。此举立即遭到中共坚决反对，并再度酿成国共政治摩擦；同时，此举也使当时的第三方代表，即中国民主同盟发生严重分裂，中国民主同盟内部三党三派中，除中國青年黨、中國民主社會黨外，其余各派均反对此次制宪国民大会的强行召开。
11月15日，制宪国民大会延期三天后，终于在共产党及民主同盟（除青年黨、民主社會黨外）缺席的情况下召开，民主社會黨一週后才到会。大会讨论的宪草仍然是1946年4月的政协宪草。
11月28日，國民政府主席蔣中正向大會提出基于政协宪草蓝本的《中華民國憲法草案》，由大會主席團主席胡適接受。
在一读会首週内，与会的代表大多为信奉五权宪法的国民党代表，故他们在讨论宪草仅一週就将其修改回五五宪草的式样。中國民主社會黨蒋匀田发现政协宪草已被完全修改，为维护原宪草，宣称民社党将离席抗议。在这种情况下，国民党总裁兼国大主席团成员蒋中正劝说与会的国民党代表忍让为国，尊重民主党派的意见，将宪草恢复原样。而此时国民党副总裁孙科以孙中山嗣子的身份劝说国民党代表不必拘泥于国父遗教，从而为化解争端起到决定性作用。在这种情况下，国大召集紧急会议，代表重新审议宪草，一周后将其基本恢复至政协宪草原样，并初步形成了宪法草案雏形。
值得注意的是，张君劢的内阁制设计基本上延续了政治协商会议的决议案，并得到了蒋中正的认同。蒋中正明确表示希望该宪法为内阁制，他说“因为共产党现在唯一的希望，就是希望我们在宪法中扩大总统和行政部门的权限，然后他好在国际上宣传我们的宪法是法西斯的宪法，借此来打击政府。各位同志切不可中他们的诡计！”。事实上，宪法草案基本抛弃了五五宪草的框架，几乎全部保留了政协宪草，并因远离孙文五权宪法理论而触犯了国民党党纲，并在国民党内部发生了诸多波折。同年12月25日，大會三讀通過基于政协宪草蓝本的中華民國憲法，制憲工作完成，並由大會主席吳敬恆親手將完成的憲法交由蔣介石，象徵中華民國將正式邁入憲政時期。制宪大会同时制定了配套的宪法施行法《宪法实施之准备程序》，以完成行宪前过渡步骤。
制憲工作完成後，制憲國民大會結束運作解散。

### 中華民國憲法

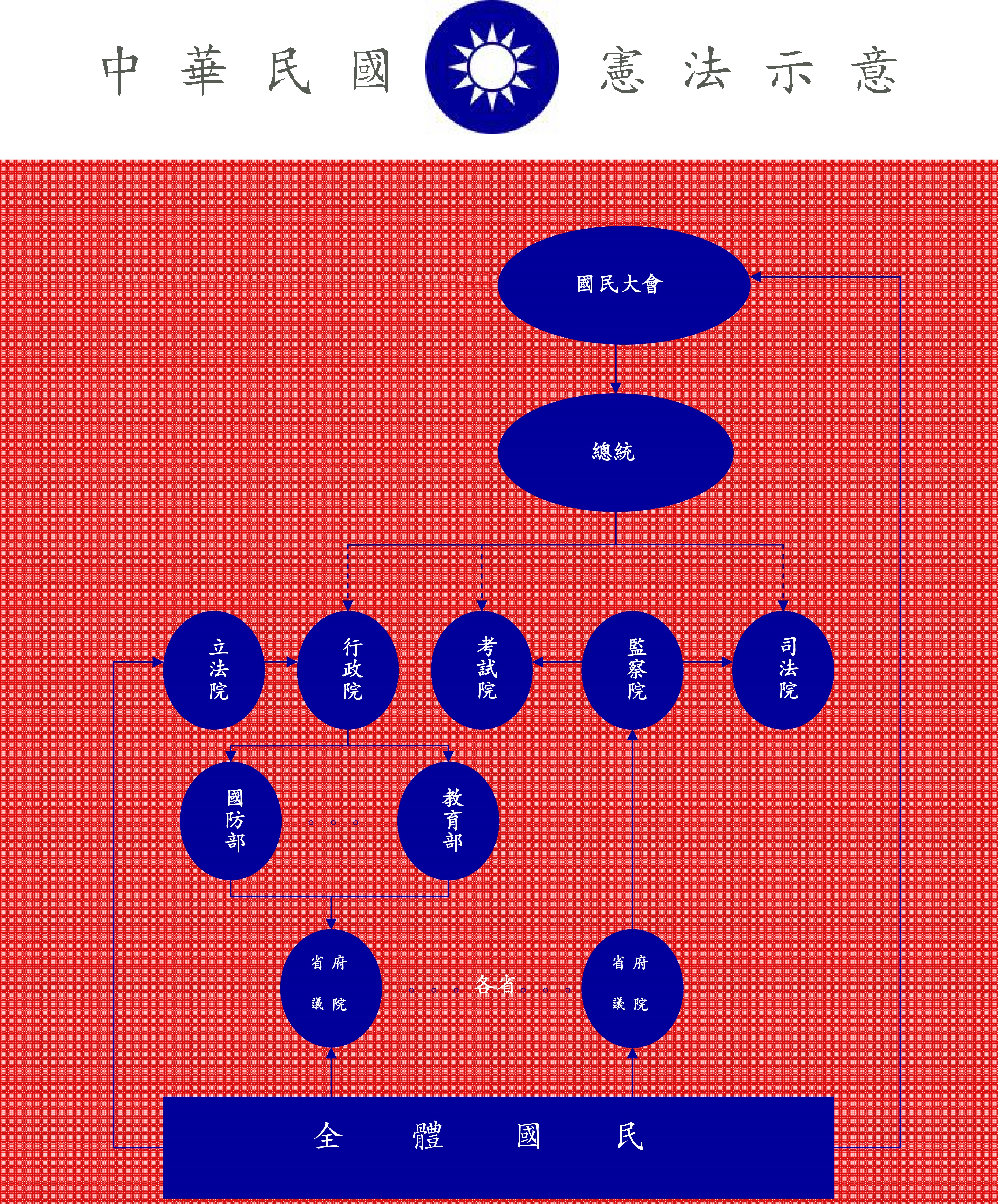
中华民国宪法示意图，中华民国宪法基本源自政协宪草

根据张君劢的助手蒋匀田的评价，最终的中华民国宪法98%来自政协宪草。绝大部分内容未加更改，仅添加少数并不关键的内容，例如考试院关于所掌事项，得向立法院提出法律案。
面对众多国民党人对这部大量融入中共建议的中华民国宪法的不满，蒋中正安慰与会的国民党籍代表，“各位要知道：任何宪法都有修改的规定的，这次宪法草案通过之后，如果将来发现有不妥的地方，我们在下届国民大会，仍旧可以提出修改，使之符合我们的理想。我 们现在所要采取的步骤，是如何在这恶劣的环境下，打破共产党中伤本党的阴谋。现在共产党的阴谋最成功的一点便是向国际上宣传，说本党一党专政，实行独裁， 说这次国民大会是一党的会议，必将制定法西斯的宪法。”
有学者认为，受美、德宪政思想影响的"民国宪法之父"张君劢在制定1946年宪法的过程中起到关键作用，而1946年宪法文本在人权观、分权与制衡、联邦主义三个方面与美国宪法文本趋同。是一部五权之名，三权之实的东西合璧式宪法。
| 争执议题     | 國民黨观点             | 共产党观点   | 最終中華民國憲法                   |
| ------------ | ---------------------- | ------------ | ---------------------------------- |
| 人权保障     | 间接保障               | 积极保障     | 积极保障                           |
| 政体         | 总统制                 | 內閣制       | 內閣制                             |
| 國民大會     | 有形国大               | 无形国大     | 職權限縮之有形國大                 |
| 國民大會职权 | 選舉、罷免、創制、複決 | 選舉、罷免   | 暫有選舉、罷免，創制、複決延後實施 |
| 行政院負責   | 對總統負責             | 对立法院负责 | 对立法院负责                       |
| 立法委員選舉 | 國民大會選舉           | 人民直选     | 人民直选                           |
| 司法行政权   | 属司法院               | 不属于司法院 | 憲法未明定，但由法律規定屬司法院   |
| 監察院同意权 | 无同意权               | 有同意权     | 有同意权                           |
| 監察委員選舉 | 國民大會選舉           | 省議會選舉   | 省議會選舉                         |
| 地方制度     | 縣自治，省聯絡中央與縣 | 联邦省宪     | 省縣自治，中央得制定自治通則       |
| 宪法修改     | 有形国大               | 无形国大     | 職權限縮之有形國大                 |

## 影响

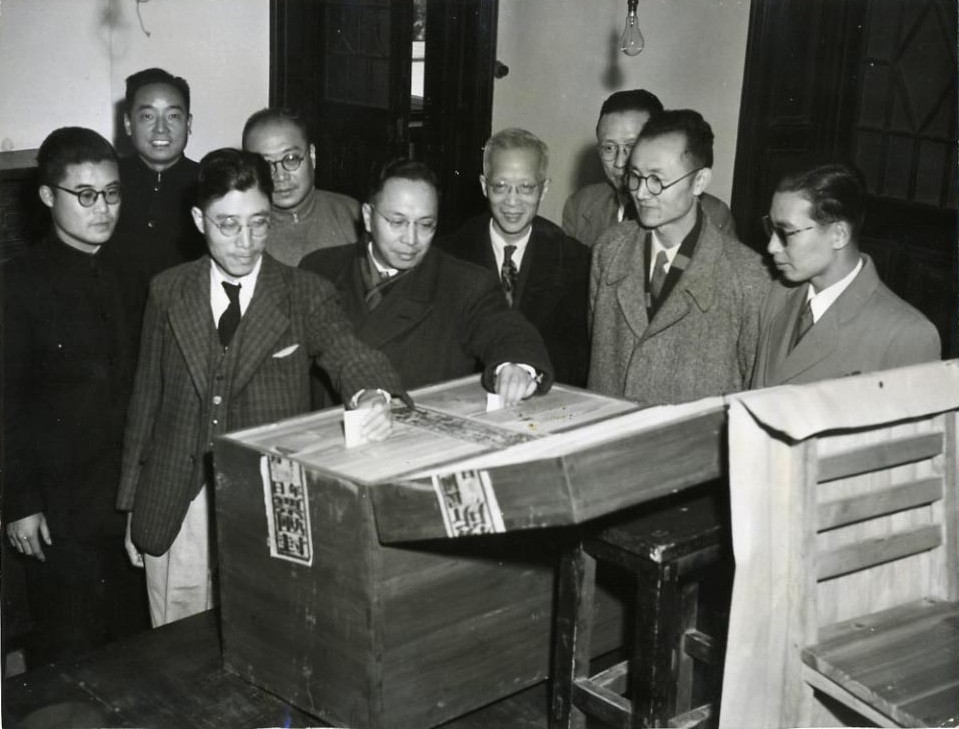
1948年开始的立法委员人民直选，即来自政协宪草制定时，中共的建议。

有学者认为，政协宪草是国共两党及民主党派的智慧结晶，其内容既有国民党的五权理论，又有民盟的内阁制思想，在这部宪草基础上所产生的中华民国宪法，虽在台湾地区历经多次增修，但至今仍留有中共的烙印，如立法委员由人民直选即来自中共之建议，因此政协宪草至今仍对海峡两岸产生着影响。
政治协商会议宪法草案是国共两党和各民主党派为国家长远大计而放弃干戈，坐在一起共同商议而成的建国纲领，因此具有广泛的党派代表性。在1999年，吳祖光、金堯如、方勵之、劉賓雁等9人在王希哲1996年与刘晓波发布的《双十宣言》启发下，发表《為政治和解及民主改革致國人書》，其中呼吁「中华人民共和国全国人大和全国政协，邀约中華民國國民大會、立法院和香港特别行政区立法会，成立涵盖中国全部主权范围的『宪政联席会议』；并邀请包括中国共产党、中國國民黨等海峡两岸的各政党、专家、学者和民意代表，在现行的中华人民共和国宪法和中華民國憲法的基础上，制定一部体现自由民主精神和维护国家主权统一的新宪法；一旦时机成熟，宣布全国行宪，实行民主宪政。」有学者认为，这个公开信受到了政治协商会议精神的影响，是新时期政治协商会议的倡议。